# Ellerau
Ellerau est une commune de l'arrondissement de Segeberg (Kreis Segeberg), district du Land de Schleswig-Holstein, en Allemagne.

## Histoire
Ellerau est mentionnée pour la première fois dans un document officiel en 1449.